# Başak Eraydın
Başak Eraydın (Ankara, 21 de juny de 1994) és una jugadora de tennis turca que ha desenvolupat la seva carrera bàsicament en el circuit ITF. Va formar part de l'equip turc de Copa Federació en diverses ocasions.
Va ser finalista a la Copa d'Estiu a Moscou el 2015.